# European Market Coupling Company
European Market Coupling Company, EMCC oder emcc, bot Engpassmanagement auf grenzüberschreitenden Hochspannungsleitungen im Bereich der Transportnetzebene an. EMCC betrieb dafür eine Art der Marktkopplung, das Tight Volume Coupling.

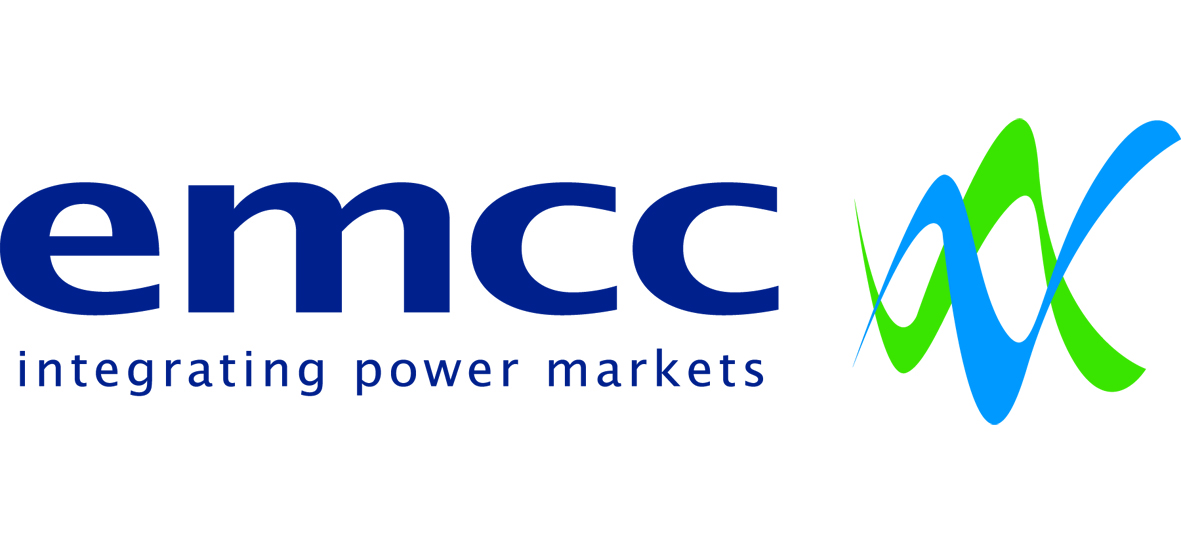
Logo European Market Coupling Company

Es war ein Gemeinschaftsunternehmen der folgenden Übertragungsnetzbetreiber und Strombörsen in Nord-West Europa: Energinet.dk, TenneT TSO, 50Hertz Transmission, European Energy Exchange und Nord Pool Spot. EMCC wurde im August 2008 in Hamburg gegründet.

## Gegenstand und Funktionsweise
Durch die Marktkopplung unterstützte EMCC einen effizienten, regions-übergreifenden Strommarkt und förderte die Integration eines europaweiten Strom-Großhandelsmarktes.
EMCC kalkulierte den optimalen Lastfluss auf grenzüberschreitenden Hochspannungsleitungen. Die Kalkulation basiert auf den zur Verfügung stehenden Kapazitäten (ATC, Available Transmission Capacity), der TSOs und den anonymisierten Orderbüchern (OBK, Order Book) der Börsen. Anschließend stellte EMCC preisunabhängige Gebote an die involvierten Börsen, um einen Stromfluss vom Niedrigpreisgebiet ins Hochpreisgebiet zu erzielen. Schließlich erstellte EMCC noch die Fahrpläne und führt das finanzielle Settlement mit den Börsen durch. EMCCs Berechnungsalgorithmus fußte auf dem Prinzip der ökonomischen Wohlfahrt.

## Entwicklung
Die Marktkopplung auf zwei Hochspannungsleitungen zwischen Dänemark und Deutschland/Österreich wurde 2008 begonnen und nach zehn Tagen wieder gestoppt, weil die von den Börsen und EMCC verwendeten Algorithmen noch nicht ausreichend aufeinander abgestimmt waren.
Im November 2009 wurde die dänisch-deutsche Marktkopplung mit einem konvexen Optimierungs-Algorithmus erfolgreich wieder aufgenommen. Baltic Cable zwischen Schweden und Deutschland/Österreich wurde im Mai 2010 integriert.
Im Januar 2010 wurde EMCC von den TSOs und Börsen in Zentralwesteuropa (CWE, Central Western Europe) und Skandinavien damit beauftragt, ein System zur Integration der CWE Preiskopplung mit dem Market Splitting im nordischen Markt zu entwickeln. Dieses neue System wird als Interim Tight Volume Coupling (ITVC) bezeichnet. Es basiert auf der bisherigen deutsch-skandinavischen Marktkopplung und stellt eine Erweiterung und Verbesserung des EMCC Algorithmus dar.
Am 9. November 2010 wurde die Marktkopplung für die gesamte Region mit Belgien, Frankreich, Luxemburg, Deutschland, Österreich, den Niederlanden, Skandinavien und Estland gestartet. Mit 1.816 TWh repräsentiert sie den weltweit größten zusammenhängenden Strommarkt und deckt etwa 60 % des europäischen Strombedarfs ab. Der zweite Schritt inklusive des NorNed-Kabels zwischen Norwegen und den Niederlanden wurde am 12. Januar 2011 in Betrieb genommen.
Die EMCC wurde im Jahr 2014 geschlossen und wurde von der NWE abgelöst.